# Alluaudomyia astera
Alluaudomyia astera är en tvåvingeart som beskrevs av Tokunaga 1963. Alluaudomyia astera ingår i släktet Alluaudomyia och familjen svidknott. Inga underarter finns listade i Catalogue of Life.